# Georg Grosch (Politiker)
Georg Grosch (* 9. Dezember 1906 in Bamberg; † 27. Juli 1987 ebenda) war ein deutscher Politiker (SPD).

## Leben und Beruf
Grosch war Redaktionsangestellter des SPD-Blattes Der Freistaat in Bamberg. Er engagierte sich in der Gewerkschaft und beim Arbeitersport. Nach der Machtergreifung der Nationalsozialisten wurde er 1933 verhaftet und von der Gestapo in das Konzentrationslager Dachau eingeliefert. Er wurde zwar nach einiger Zeit entlassen, stand aber anschließend unter polizeilicher Aufsicht. Mit Beginn des Zweiten Weltkrieges wurde er zum Kriegsdienst herangezogen und diente bei der Luftwaffe. Er geriet 1944 in französische Kriegsgefangenschaft. Erst 1946 kam er frei und kehrte nach Bamberg zurück.
Am 27. Juli 1987 verstarb er in Bamberg. Sein Grab ist auf dem Bamberger Friedhof in der Abteilung IV C 44-45 zu finden.

## Partei
Grosch wurde 1920 Mitglied der Sozialistischen Arbeiterjugend und war mehrere Jahre deren Unterbezirksvorsitzender in Bamberg. 1925 trat er auch der SPD bei. Von 1946 bis 1948 war er als Parteisekretär hauptamtlich für die SPD tätig.

## Abgeordneter
Grosch wurde noch 1933 für wenige Wochen Mitglied des Stadtrates von Bamberg. Er gehörte vom 19. November 1952, als er für den verstorbenen Franz Röll nachrückte, bis 1966 dem Bayerischen Landtag an. Zudem gehörte er ab 1948 dem Bezirksbeirat für Oberfranken an.

## Öffentliche Ämter
Von 1948 bis 1956 und erneut von 1960 bis 1972 war er dritter Bürgermeister von Bamberg und als solcher Leiter des Sozialreferats. Als Sozialreferent war er zuständig für die öffentliche Fürsorge, das Jugend- und das Ausgleichsamt.

## Ehrungen
Am 13. Januar 1964 wurde ihm vom Bayerischen Ministerpräsidenten der Bayerische Verdienstorden verliehen. 1972 erhielt er das Verdienstkreuz am Bande der Bundesrepublik Deutschland.